# Philip Agee
Philip Burnett Franklin Agee (19 de julio de 1935-7 de enero de 2008) fue un agente de la Agencia Central de Inteligencia (CIA) y escritor, autor del libro de 1975, Inside the Company: CIA Diary (Dentro de la Compañía: Diario de la CIA), en el que relata sus experiencias en la CIA. Agee se unió a la Agencia en 1957 y durante la siguiente década estuvo escribiendo sobre Washington D. C., Ecuador, Uruguay y México. Después de retirarse de la CIA en 1968, se convirtió en un opositor de las prácticas de la CIA. Cofundador de CovertAction Quarterly.
Murió en Cuba en enero del 2008 debido a una úlcera perforada.

## Primeros años
Agee nació en Tacoma Park, Maryland. Se graduó de la Universidad de Notre Dame en 1956.

## Abandona la CIA
Agee dijo que su conciencia social de la Iglesia católica lo había convertido cada vez más incómodo su trabajo por la década de 1960 llevando a su desilusión con la CIA y su apoyo a los gobiernos autoritarios en América Latina. Él y otros disidentes afirmaron su posición en el Comité Church (1975-76), que arrojó una luz crítica sobre el papel de la CIA en asesinatos, espionaje doméstico y otras actividades ilegales
En su libro, Agee condena la Masacre de Tlatelolco en la Ciudad de México y califica el hecho como desencadenante de la salida de la Agencia.
Mientras Agee afirmaba que la CIA estaba muy contenta con su trabajo, ofreciéndole otra promoción y su superior estaba sorprendido cuando Agee le contó sus planes de renunciar, el periodista anticomunista John Barron afirma que renuncia de Agee fue forzada para una variedad de razones, incluyendo su consumo irresponsable de alcohol, el acoso continuo y vulgar de esposas de la Embajada y la incapacidad para administrar sus finanzas.
Agee fue acusado por el Presidente George H. W. Bush de ser responsable de la muerte de Richard Welch, clasicista educado en Harvard que fue asesinado por la Organización revolucionaria 17 de Noviembre mientras dirigía la estación de la CIA en Atenas. Bush había dirigido la CIA desde 1976 a 1977.

"Hubo un momento en los setenta cuando los peores horrores imaginables se produjeron en Hispanoamérica -Argentina, Brasil, Chile, Uruguay, Paraguay, Guatemala, El Salvador-, había dictaduras militares con escuadrones de la muerte, todos con el apoyo en la sobra de la CIA y el Gobierno estadounidense",..."Ésto fue lo que me motivó para dar todos los nombres y para trabajar con periodistas interesados en conocer que era lo que hacía la CIA en sus países", 
Philip Agee

George H. W. Bush describió a Agee como un traidor y después de recibir amenazas de muerte de agentes de la CIA se fue a vivir en Londres con su pareja, Angela, una brasileña de izquierda que había sido encarcelada y torturada en su propio país. En 1978, Agee y un pequeño grupo de seguidores comenzaron a publicar el boletín de información de acción encubierta con el fin de promover lo que llamó una campaña mundial para desestabilizar a la CIA a través de la exposición de sus operaciones y el personal. Él también coeditó con Louis Wolf, Dirty Work: The CIA in Western Europe (1978)

## Pierde su pasaporte
Después de haber perdido su pasaporte norteamericano, Agee viajó bajo un intrigante número de banderas de conveniencia. Ocupó un pasaporte granadino brevemente, después de ayudar a Granada y su gobierno radical en 1980 y posteriormente en los años ochenta uno nicaragüense, que le dio el Gobierno Sandinista. Cuando el Gobierno cambió en 1990, finalmente obtuvo un pasaporte alemán.
Regresó a Estados Unidos donde viven sus dos hijos, Phil y Chris, en Nueva York. Él habla a menudo de ellos con orgullo y cierto pesar. Hubo un precio que pagar, dijo de su deportación. Interrumpió la educación de mis hijos y no creo que fue una época feliz para ellos.

## Últimos años
Hasta su muerte, Agee manejaba un sitio en La Habana el portal www.Cubalinda.com la cual usaba lagunas en la ley estadounidense para organizar viajes a Cuba para ciudadanos estadounidenses, que generalmente están prohibidos por el Estatuto del acta de comercio con el enemigo de la ley de los Estados Unidos de gastar dinero en Cuba. En la década de 1980 el fundador de NameBase Daniel Brandt había enseñado a Agee cómo utilizar computadoras y bases de datos informáticas para su investigación. Según una biografía de autores adosada a un ensayo Agee en marzo de 2007 en la revista editada por Alexander Cockburn Counterpunch, Agee ha vivido desde 1978 con su esposa en Hamburgo, Alemania. Viaja con frecuencia a Cuba y América del Sur para actividades de solidaridad y de negocios. En 2000 se inició el servicio de viajes de Cubalinda.
El 16 de diciembre de 2007, Agee fue admitido a un hospital en La Habana, y se le realizó cirugía debido a una úlcera perforada. Su esposa dijo el 9 de enero de 2008, que había muerto el 7 de enero y que había sido incinerado.

## Libros publicados
- Agee, Philip (1975). Inside the Company: CIA Diary. Penguin. ISBN 0-14-004007-2.
- Agee, Philip (1978).  Wolf, Louis, ed. Dirty Work: The CIA in Western Europe. Lyle Stuart. ISBN 0-88029-132-X. ASIN B000I8NARO.
- Agee, Philip (enero de 1979).  Wolf, Louis, ed. Dirty Work 2: The CIA in Africa. Lyle Stuart. ISBN 0-8184-0294-6.
- Agee, Philip (junio de 1987). On the Run. L. Stuart. ISBN 0-8184-0419-1.
- Agee, Philip (1982). White Paper Whitewash. Deep Cover Books. ISBN 0-940380-00-5.